# Economia Uruguayului
La începutul secoluli XX, în Montevideo existau multe manufacturi artizanale. Acestă ramură de activitate era protejată de rată tarifară de 30 % la aproape toate produsele. Până in anii 30 nu sa înregistrat o rapidă creștere industrială. Schimbarea cursului sa datorat crizei economice cauzată de Marea Depresie din Statele Unite, atunci Uruguay a fost forțată să devină ceva mai independentă economic. Industria era cotată la 12 % din PIB în 1930 și a crescut până la 22% în 1955. Cea mai dinamică creștere, însă sa înregistrat după al 2-lea Razboi Mondial. În timpul mandatului "industrialistului populist" Luis Batlle Berres (1947-51), conducerea a încurajat dezvoltarea industriei prin intermediul câtorva politici: au fost introduse multiple rate de schimb pentru a facilita imprtul de mașini-unelte esențiale producției; au fost ridicate tarifele la mărfurile de import la nivel prohibitiv; de asemeni a fost ridicat plafonul salarial pentru ca să încurejeze consumul domestic. Producția industrială sa dublat în timpul deceniul ce a urmat după al 2-lea Război Mondial. Timpul era favorabil expansiunii.

## Industrie
Principalele ramuri ale industriei sunt industria alimentară, ușoară (textilă) și cea chimică.

## Agricultură
Cel mai des în Uruguay sunt întâlnite culturile de grâu, orez, porumb, trestie de zahăr;
creșterea vitelor, a ovinelor și a cabalinelor.